# Франсоа Клуе
Франсоа Клуе (фр. François Clouet) је француски ренесансни минијатуриста и дворски сликар, посебно познат по портретима чланова француских владарских породица. Радио је за краљеве Анрија II, Франсоа II и Шарла IX.
Био је син низоземског сликара Жана Клуеа који је радио у Туру и Паризу.
Клуеове слике носе у себи одлике низоземског сликарства; изведене су веома детаљно у сребрно-сивим тоновима, а ликове моделира без дубине. Његово сликарство се често пореди са холбајновим, али је мање квалитетно. Клуеово сликарство припада Другој сликарској школи из Фонтенблоа.

## Галерија
- Портрет Франсоа I из 1525.
- Портрет краљице Катарине Медичи из 1555.
- Портрет Анрија Анжујског, будућег Анрија III, из 1570.
- Портрет француске краљице Елизабете Аугзбуршке (1554-1592) из 1572.